# FYI Network
FYI (stilisiert als: fyi,) ist ein über Kabel und Satellit ausgestrahlter US-amerikanischer Privatsender mit Hauptsitz in Newark, New Jersey. Der Sender strahlt sein Vollprogramm in den USA, in Kanada und Südostasien aus. Schwerpunktmäßig sendet er jedoch einen Mix aus Reality-Shows, Kochshows, Haus-Renovierungs- und Lifestyle-Sendungen. Am 7. Juli 2014 ersetzte er die amerikanische Version des Biography Channel. Seit dem 1. September 2014 sendet der Sender in Kanada. Er ersetzte dort  Shaw’s Twist Network. Der Vorgänger des Senders war The Biography Channel.

## Auswahl von Sendungen
- Sell This House
- Food Factory
- Married at First Sight
- Rowhouse Showdown
- Celebrity House Hunting
- Epic Meal Empire (16 Episoden a 30 Minuten), basierend auf der YouTube-Serie Epic Meal Time.
- The Feed
- World Food Championships
- Tiny House Nation
- Renovation Row
- B.O.R.N. to Style
- Jennifer's Way
- Red Hot Design